# Kozjak, Loznica
Kozjak (izvirno srbsko Козјак) je naselje v Srbiji, ki upravno spada pod Mesto Loznica; slednje pa je del Mačvanskega upravnega okraja.

## Demografija
V naselju živi 848 polnoletnih prebivalcev, pri čemer je njihova povprečna starost 38,1 let (36,8 pri moških in 39,6 pri ženskah). Naselje ima 326 gospodinjstev, pri čemer je povprečno število članov na gospodinjstvo 3,38.
To naselje je, glede na rezultate popisa iz leta 2002, večinoma srbsko.
|  |

| Demografija | Demografija     | Demografija     |
| Leto        | Št. prebivalcev | Št. prebivalcev |
| ----------- | --------------- | --------------- |
|             |                 |                 |
|             |                 |                 |
|             |                 |                 |
|             |                 |                 |
| 1948        | 1066            |                 |
| 1953        | 1124            |                 |
| 1961        | 1178            |                 |
| 1971        | 1160            |                 |
| 1981        | 1201            |                 |
| 1991        | 1228            | 1193            |
| 2002        | 1187            | 1102            |
|             |                 |                 |

| Etnična sestava po popisu iz leta 2002 | Etnična sestava po popisu iz leta 2002 | Etnična sestava po popisu iz leta 2002 | Etnična sestava po popisu iz leta 2002 | Etnična sestava po popisu iz leta 2002 |
| -------------------------------------- | -------------------------------------- | -------------------------------------- | -------------------------------------- | -------------------------------------- |
| Srbi                                   | Srbi                                   |                                        | 1.085                                  | 98,45%                                 |
| Hrvati                                 | Hrvati                                 |                                        | 2                                      | 0,18%                                  |
| Črnogorci                              | Črnogorci                              |                                        | 1                                      | 0,09%                                  |
| Jugoslovani                            | Jugoslovani                            |                                        | 1                                      | 0,09%                                  |
| Neznano                                | Neznano                                |                                        | 5                                      | 0,45%                                  |